# Halestorm
Halestorm é uma banda americana de hard rock formada em 1997, na cidade de York, Pensilvânia, pelos irmãos Lzzy Hale e Arejay Hale (na época tinham 13 e 10 anos respectivamente). Imediatamente após a formação da banda, começaram a compor músicas, trabalhar em novas demos e fazendo shows locais. Foi extremamente bem sucedido na Pensilvânia. Depois de muitas mudanças de guitarristas e baixistas, em 2004 a última formação estava feita. Com Lzzy Hale como vocalista e guitarra-base, Joe Hottinger na guitarra solo, Josh Smith no baixo e Arejay Hale na bateria.
Em 2005 assinaram um contrato com a Atlantic Records, lançando então seu primeiro EP, denominado "One And Done". Em 28 de abril de 2009 seu CD auto-intitulado Halestorm foi lançado, obtendo grande sucesso. Desde então, a banda passou a acompanhar, por todo o mundo, grandes bandas em várias turnês, assim tornando-se cada vez mais popular.
A banda venceu a 55º edição do Grammy Award, na categoria Melhor Performance de Hard Rock/Metal com a música "Love Bites (So Do I)", em 2013, e também participaram da premiação da Revolver Golden Gods Awards 2013, disputando nas categorias de: Melhor Baterista com Arejay Hale (ganhou), Melhor Vocalista com Lzzy Hale (indicação), Música do Ano com "Love Bites (So Do I)" (indicação) e Álbum do Ano com "The Strange Case Of..." (indicação).

## História

### Formação (1997–2004)
Os irmãos Arejay e Elizabeth "Lzzy" Hale, têm trabalhado ativamente com música desde 1997, quando tinham entre 10 e 13 anos, respectivamente. Lzzy começou a aprender piano com apenas 5 anos de idade; Lzzy depois progrediu para um teclado e Arejay para a bateria. Lzzy começou com as aulas de guitarra aos 16. Os irmãos adolescentes lançaram um EP intitulado Do not Mess With the Time Man em 1999. Em 2003, Joe Hottinger se juntou à banda. Antes da oficialização do Halestorm, como banda, o pai de Lzzy e Arejay, Roger Hale, tocou baixo antes de Josh Smith, se juntar ao grupo em 2004.

### Halestorm (2005-11)
O grupo assinou um contrato de gravação com a Atlantic Records em 28 de junho de 2005, e lançou um EP ao vivo intitulado One and Done, em 28 de abril de 2006. O EP, agora esgotado, apresentou uma versão em tempo inicial de "It's Not You". Seu álbum de estréia auto-intitulado foi lançado em 28 de abril de 2009. A música "I Get Off" serviu como carro chefe do álbum. Tanto a música como o vídeo para seu segundo single, "It's Not You", foram lançados no final de novembro de 2009. Singles e videos para "Love/Hate Heartbreak" e "Familiar Taste of Poison", foram lançados em 2010.
Em 16 de novembro de 2010, o Halestorm lançou um CD/DVD ao vivo intitulado Live in Philly 2010, que foi gravado no The TLA na Filadélfia no início de 2010. Em 22 de março de 2011, Halestorm lançou um EP chamado ReAnimate, contendo covers de músicas de diferentes gêneros, incluindo "Out Ta Get Me" do Guns N' Roses.

### The Strange Case Of...(2012-13)
Em 24 de janeiro de 2012, o Halestorm divulgou o EP Hello, It's Mz. Hyde. O segundo álbum de estúdio The Strange Case Of..., foi lançado em 10 de abril de 2012, nos EUA, 9 de abril no Reino Unido e 17 de abril na Itália. Em 29 de outubro de 2012, eles foram anunciados como abertura para o Bullet For My Valentine, na turnê da banda no Reino Unido, em março de 2013.
Em 5 de dezembro de 2012, durante um show no Majestic Theatre em Madison (Wisconsin), antes que Lzzy pudesse começar sua balada de piano "Break In", o guitarrista Joe Hottinger correu com ela para fora do palco e cantou a música "Love Bites ... (So Do I)", dizendo que o segundo álbum da banda havia sido nomeado a um Grammy, na categoria de Melhor Performance de Hard Rock/Metal. O baterista Arejay Hale, perguntou ao microfone o que aconteceu e depois que Lzzy respondeu ao público que acabavam de ser nomeados para um Grammy, a multidão ficou eufórica. Todo o evento foi gravado por um fã e publicado no YouTube. Em 10 de fevereiro de 2013, Halestorm ganhou o prêmio, tornando-se a primeira banda de rock com uma vocalista feminina, a ser nomeada e vencer nessa categoria. Em abril de 2013, o Halestorm chegou ao topo da Billboard Hot Mainstream Rock Tracks, com seu single "Freak Like Me". Em 6 de agosto de 2013, a banda estreou o videoclipe de "Here's To Us". Em 15 de outubro, O Halestorm lançou seu segundo álbum de covers intitulado Reanimate 2.0.

### Into the Wild Life (2014–presente)

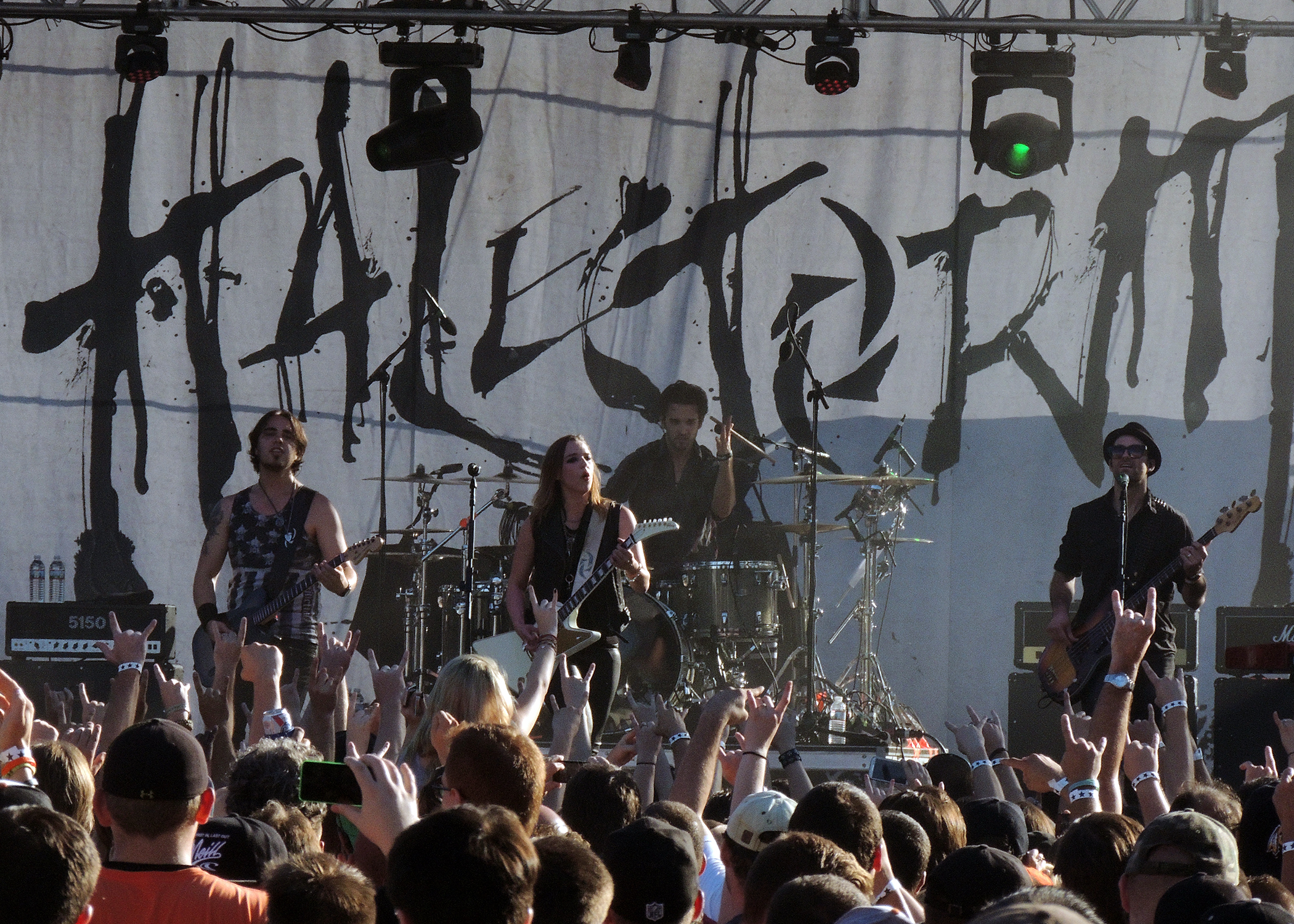
Halestorm tocando em 2014.

Halestorm regravou a música Dio "Straight Through the Heart" para o álbum This Is Your Life feito em homenagem a Ronnie James Dio, que foi lançado em 25 de março de 2014. Em 28 de março de 2014, Halestorm cantou uma nova música chamada The Heartbreaker no Cannery Ballroom, em Nashville, Tennessee. Em abril, a banda lançou um vídeo no YouTube, intitulado A Day In The Life of Halestorm em 2014 (Com bastidores, entrevista e música nova). O título do novo álbum foi originalmente lançado em 13 de janeiro de 2015, mas foi realmente vazado um dia antes de 12 de janeiro. A banda pistas de nome para o álbum, permitindo que os fãs tentassem adivinha-lo, E em 12 de janeiro de 2015, seu terceiro álbum de estúdio intitulado Into the Wild Life, foi anunciado com datas de lançamento para o Reino Unido e os EUA, 13 e 14 de abril, respectivamente. Em maio de 2015, será lançado o livro de fotos Into the Wild Life, em colaboração com o fotógrafo Rob Fenn, que documenta a carreira do Halestorm, até hoje. Em 6 de janeiro de 2017, O Halestorm lançou seu terceiro álbum de covers Reanimate 3.0.

## Imagem pública

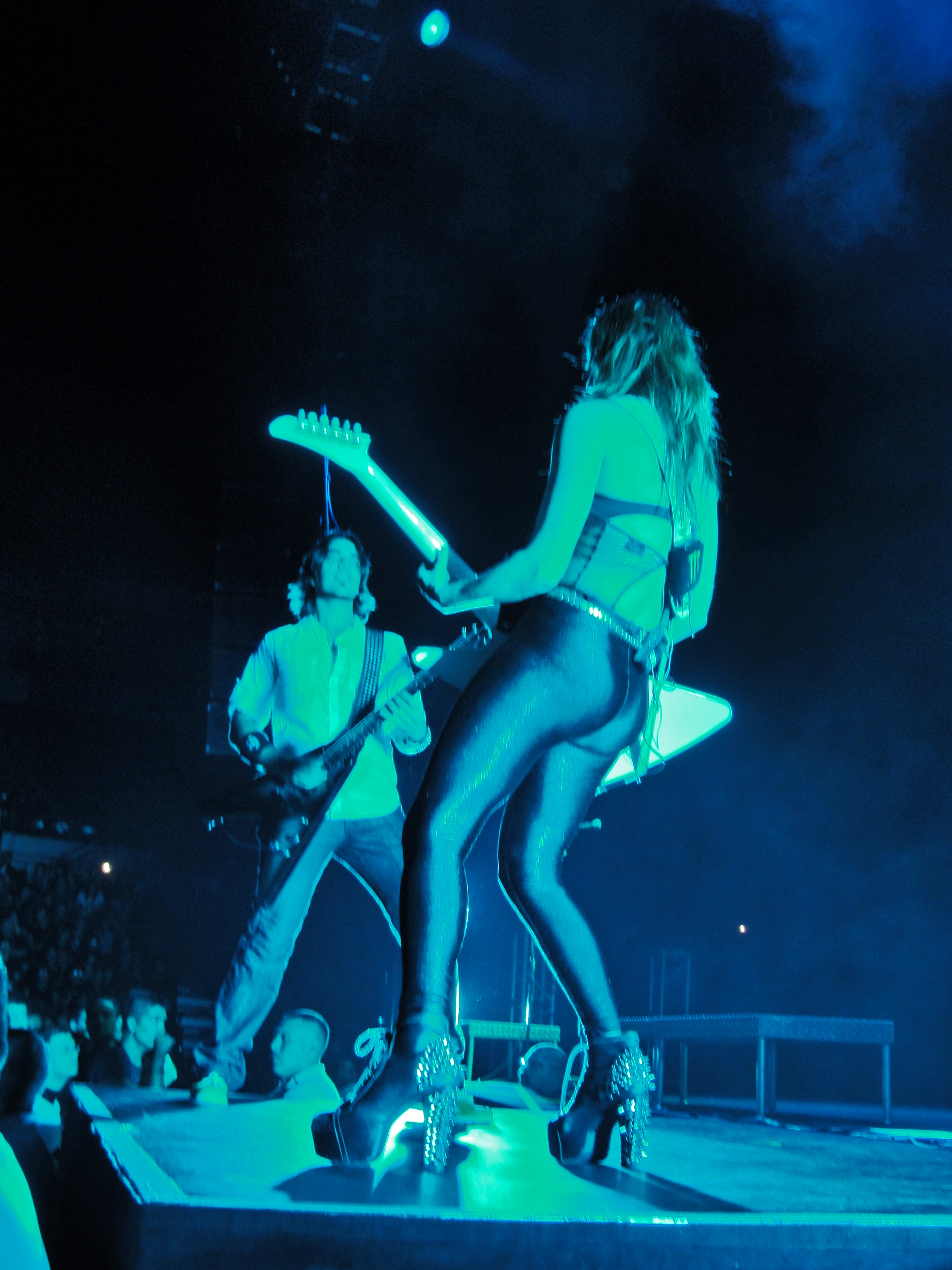
Halestorm em um concerto no Carnival of Madness, em Laredo, Texas, em 14 de agosto de 2012.

Halestorm foi o artista em destaque na capa da revista Origivation, em outubro de 2006 e apareceu na capa da revista Pennsylvania Musician, três vezes (agosto de 1999, março de 2000 e fevereiro de 2003). Lzzy Hale apareceu na capa da revista Revolver, junto com Grace Perry do Landcent Marathon, na edição de dezembro de 2009 dos "Hottest Chicks in Metal". Lzzy Hale também foi notada, por seu uso de guitarras da marca Gibson. Arejay Hale apareceu na edição de junho de 2010, da revista Modern Drummer.
Em meados de 2012, Halestorm fez uma aparição especial em um episódio de Bar Rescue, intitulado "Proprietário Ousted", onde se apresentaram na grande inauguração do Fairfield, Ohio, América do Norte (anteriormente Win, Place ou Show).
Em 29 de janeiro de 2013, o Halestorm tocou  no Jimmy Kimmel Live!. Em 22 de fevereiro, Lzzy Hale cantou a canção "Out Ta Get Me", dos Guns N 'Roses, em Bandit Rock Awards em Estocolmo, Suécia, onde Slash e sua banda estavam tocando. Os vocais de Lzzy, são apresentados em um cover de "Close My Eyes Forever" e no álbum do novo projeto de David Draiman, Device.

## Integrantes
Formação atual
- Lzzy Hale – vocal, guitarra rítmica e teclado
- Joe Hottinger – guitarra solo e vocal de apoio
- Josh Smith – baixo e vocal de apoio
- Arejay Hale – bateria, percussão e vocal de apoio

Ex-Integrantes
- Leo Nessinger - guitarra solo (2000–2003)
- Roger Hale[15] - baixo (1998–2004)

## Discografia
Álbuns de estúdio
- 2009: Halestorm
- 2012: The Strange Case Of...
- 2015: Into The Wild Life
- 2018: Vicious
- 2022: Back from the Dead

## Apresentações no Brasil
A Halestorm se apresentou no Brasil pela primeira vez no dia 16 de junho de 2013 ao lado do Adrenaline Mob no Carioca Club em São paulo. Em 2015 a banda foi convidada a participar da 6ª edição do Rock in Rio no Rio de Janeiro, onde se apresentaram no Palco Sunset no dia 24 de setembro.
Em 2016 a banda retornou a São Paulo para se apresentar no Palco Maximus do Maximus Festival, dia 7 de Setembro no Autódromo de Interlagos. O festival reuniu 15 bandas de rock e metal em três palcos diferentes (contando também entre as principais atrações com: Marilyn Manson, Rammstein, Disturbed e Bullet For My Valentine, além das brasileiras Project 46 e Far From Alaska).